# Эстетический опыт

## Эстетический опыт
Эстетический опыт (англ. aesthetic experience) — в зависимости от трактовки опыта эстетический опыт интерпретируется как опыт сознания (И.Кант), как мистический, религиозный опыт, или как опыт переживания. Кантианская трактовка нашла своеобразное преломление в концепции Дж. Дьюи и эстетике американской аналитической философии искусства 20 в., где была поставлена задача выделения опыта как специфического рода опыта и описания его имманентных признаков и свойств. М.Бердсли (M.C.Beardsley) выделяет пять признаков эстетического опыта: (1) «сосредоточение на предмете» (object directedness), то есть концентрация на «отношениях воспринимаемого или воображаемого поля»; (2) «ощущение свободы» (felt freedom), то есть расслабление и освобождение от экзистенциальной заботы в акте восприятия; (3) «изоляция аффектов» (detached affect), то есть редукция выражения чувства для выработки эмоциональной дистанции к объекту восприятия; (4) «активное открытие» (active discovery), то есть возбуждение от видения точки сопряжения ощущения и понимания; (5) «чувство целостности» (sense of wholeness), то есть интеграция личности в акте восприятия. Поэтому эстетический опыт в психологическом отношении ценностно нейтрален. В целом такое понимание эстетического опыта свидетельствовало о спекулятивном теоретизировании на темы опыта.

В. В. Бычков дает такое определение эстетического опыта:
Эстетический опыт — это сложное, не поддающееся вербализации духовно-чувственное «образование», имеющее как статическую, при этом постоянно прирастающую, так и процессуально-динамическую компоненты. Он может быть осмыслен и как совокупность неутилитарных интуитивных отношений субъекта к действительности, имеющих созерцательный, игровой, выражающий, изображающий, декорирующий и тому подобный характер. При этом можно говорить и об опыте отдельной личности, и об опыте, характерном для конкретных социальных образований, определенных этапов культуры. Эстетический опыт в конечном счете помогает человеку обрести свое место в Универсуме, ощутить себя органической частью природы, не сливающейся с ней, но обладающей своей личностной самобытностью и свободой в общей структуре бытия.
Эстетический опыт можно разделить на сам опыт (то есть само состояние, переживание) и его выражение (эстетическая оценка), что является последствием опыта. Эстетическая оценка бывает двух видов:
Невербальная — реакция, выраженная посредством языка тела, жестового общения;
Вербальная — реакция, выраженная в словесной форме, которая в свою очередь делится на:
- Некатегориальную — реакция с помощью междометий и слов;
- Категориальную — свойственную какой-либо категории, характерную для нее. В этом ключе стоит упомянуть пять категориальных пар:
  1. Прекрасное и безобразное
  2. Возвышенное и приземленное. (Приземленное — категория в области эстетики, обозначающая обычное, противопоставляемая возвышенному).
  3. Поэтическое и прозаическое. (Поэтическое — категория в области эстетики, противопоставляемая прозаическому. Само по себе слово «поэтическое» исходит от греч. «творение», «созидание». Поэтическое оценивается как новое, невиданное, неожиданное. Более того, поэтическое можно считать мимолетным. Стоит также отметить, что перехода от поэтического к прозаическому существовать не может).
  4. Трагическое и комическое.
  5. Глубокое и поверхностное. (Глубокое — категория в области эстетики, обозначающая нечто неожиданное, превосходящее наши ожидания. Стоит отметить, что глубокое может легко переходить в поверхностное и обратно. Поверхностное — категория в области эстетики, обозначающая нечто повторяемое, очевидное, растянутое во времени и уже надоевшее).

## Значения слова «опыт» в эстетическом опыте
Говоря об эстетическом опыте в первую очередь надо разобраться с тем, что такое «опыт». Слово «опыт» в данном понятии выступает в трех разных определениях:
1. Опыт понимается как состояние, схватываемое в своей исключительности, то есть как испытывание
2. Опыт понимается как состояние, выступающее возможным основанием для достоверности (на данном этапе выводятся определенные следствия и делаются выводы)
3. Опыт понимается как упражнение по схватыванию отдельных моментов, в данном случае опыт рассматривается как попытка

На уровне эстетической теории все три понятия опыта имеют место. В первом случае в эстетическом опыте важно единичное (исключительность). Во втором случае в нем важно общее (объём того, что выпытывают). В третьем случае важно колебание между единичным и общим (незавершённость и неоднозначность). То есть, когда говорится об эстетическом опыте, может иметься в виду любое из данных определений опыта. Но важно указать, что когда говорится словосочетание «эстетический опыт», то в первую очередь слово опыт понимается в первом значении, которое было здесь указано, он понимается как испытывание. Это обусловлено двумя фактами:
1. Понимание опыта как испытывания лежит во всех остальных его значениях, потому что, чтобы выпытывать какие-либо данные из эстетического опыта, а уж тем более, чтобы реализовывать какую-либо попытку относительно этих данных, необходимо прежде всего испытать что-либо . Без испытывания эстетический опыт не может быть получен в принципе, а выпытывание и попытка — это лишь вторичные составляющие опыта .
2. Но более весомым основанием является то, что эстетический опыт в первую очередь имеет дело с чем-либо единичным. Именно единичное подразумевается в эстетическом .

Радеев А. Е. дает такое определение «эстетического опыта»:
Под опытом, если он «эстетический», имеется в виду испытывание особой встречи с единичным

## Эстетический опыт в понимании Канта
Кант в работе «Критика способности суждения» под эстетическим опытом понимает опыт сознания. Для Канта эстетический опыт — это опыт отношения человека к представлению о предмете, то есть это опыт, который субъективен, но при этом, когда человек выносит суждение о прекрасном, его суждение притязает на всеобщность, то есть такое суждение является субъективно-всеобщим. Именно поэтому опыт эстетической оценки является сугубо опытом сознания, так как он независим от объекта, а зависим исключительно от субъекта (от чувства удовольствия или неудовольствия по отношению к представлению о предмете).
Важно отметить, что эстетический опыт, взятый в его чистоте, должен быть свободен от интереса (под интересом Кант подразумевает удовольствие, которое мы связываем с представлением о существовании предмета), то есть для нас не должно играть никакой роли существует ли предмет на самом деле или нет:

Вкус есть способность судить о предмете или о способе представления на основании удовольствия или неудовольствия, свободного от всякого интереса. Предмет такого удовольствия является прекрасным.

То есть, по Канту, эстетический опыт должен быть свободен от интереса, он предполагает субъективную всеобщность (то есть то, что этот опыт будет одинаков для всех людей), кроме того опыт должен быть свободен от приятного и от хорошего (потому что, если он с ними связан, то это не чистый эстетический опыт). Поэтому эстетический опыт является субъективным, но при этом он предполагает, что у каждого другого субъекта он будет точно такой же.